# كبة لبنية

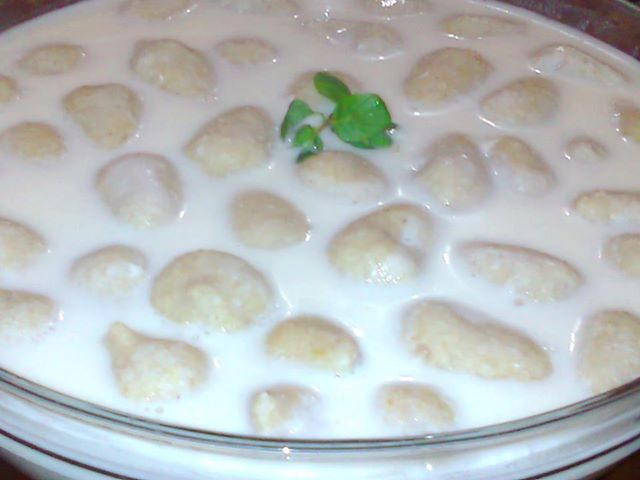
كبة لبنية.

كبة لبنية أو كبة باللبن وهي وجبة تراثية منتشرة في سورية، فلسطين، الأردن ولبنان. عبارة عن أقراص من الكبة تكون نيئة يتم طهوها عن طريق إسقاط الأقراص على قدر من اللبن المطبوخ بالنشاء، وتطبخ لفترة معينة ويتم إضافة عشبة الطرخون إليها، عادة تؤكل مع الأرز أو الخبز.

## المعلومات الغذائية
تحتوي وجبة الكبة اللبنية (250غ تقريباً) على 400 سعرة حرارية و28غ من الدهون منها 12غ دهون مشبعة وهو النوع من الدهون غير الصحّي. أما بالنسبة للكولسترول فهي تحتوي على 80ملغ.